# Río Anzur
Río Anzur är ett vattendrag i Spanien.   Det ligger i provinsen Provincia de Sevilla och regionen Andalusien, i den södra delen av landet, 300 km söder om huvudstaden Madrid.